# 维多邦
维多邦（法語：Vidauban，法語發音：[vidobɑ̃]）是法国普罗旺斯-阿尔卑斯-蓝色海岸大区瓦尔省的一个市镇，属于德拉吉尼昂区。

## 地理
维多邦（43°25'38"N, 6°25'55"E）面积73.93 平方千米，位于法国普罗旺斯-阿尔卑斯-蓝色海岸大区瓦尔省，该省份为法国东南部沿海省份，北起上普罗旺斯阿尔卑斯省，西北角与沃克吕兹省接壤，西接罗讷河口省，南濒地中海，东临滨海阿尔卑斯省。
与维多邦接壤的市镇（或旧市镇、城区）包括：莱萨尔克、勒卡内德莫尔、拉加尔德弗雷内、洛尔格、勒米、勒普朗德拉图尔、圣马克西姆、塔拉多。

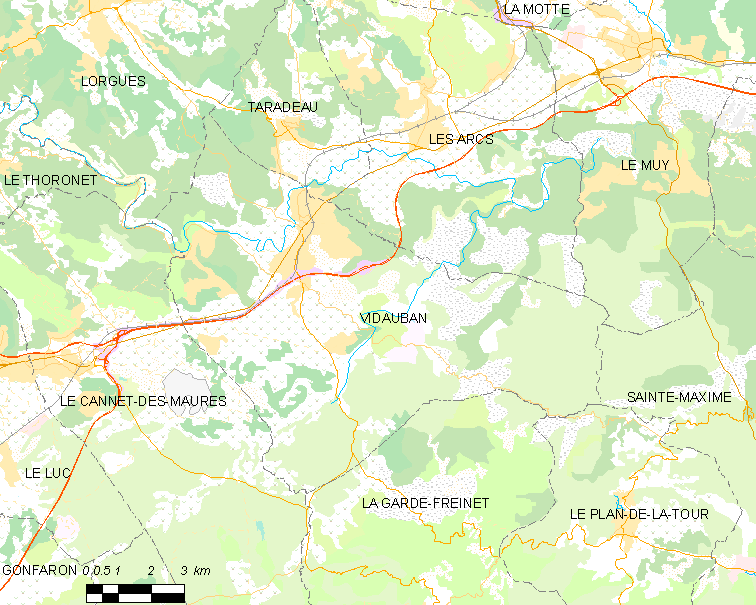
维多邦的OSM定位图

维多邦的时区为UTC+01:00、UTC+02:00（夏令时）。

## 行政
维多邦的邮政编码为83550，INSEE市镇编码为83148。

## 政治
维多邦所属的省级选区为维多邦县。

## 人口

1962-2008年间维多邦人口变化图示

维多邦于2022年1月1日时的人口数量为12712人。